# HAT-P-32 b
HAT-P-32 b — гарячий юпітер, що обертається навколо зірки HAT-P-32. Спектральний клас HAT-P-32 — пізній F або ранній G (не можна визначити точніше через високий рівень її активності). Планетна система віддалена на 1044 св. роки від Землі. Як кандидат у планети HAT-P-32 b, був виявлений HATNet в 2004 році. Вперше, як про планету, про HAT-P-32 b було оголошено 8 червня 2011 року одночасно з HAT-P-33 b.

## Характеристики
Через високий рівень шуму параметри планети HAT-P-32 b визначені з великою похибкою. Її маса становить 0,941 (± 0166) маси Юпітера, при цьому радіус досягає 2,037 (± 0099) радіусів Юпітера. Середня щільність дуже низька — всього 0,17 ± 0,05 г/куб.см. Ексцентриситет орбіти HAT-P-32 b визначити не вдалося. Вона обертається навколо своєї зірки на середній відстані 0,034 а.о. (5-6 зоряних радіусів) і робить один оборот за 215 земних діб.
Своєю рихлістю і екстремально низькою середньою щільністю планети HAT-P-32 b і HAT-P-33 b нагадують гарячі гіганти WASP-12 b, WASP-17 b, TrES-4 b, і Kepler-7 b. Ті також обертаються навколо яскравих зірок спектрального класу F і нагріті до температури понад 1 600 К.